# Lewis Jones (Patagonie)
Lewis Jones (30. ledna 1836 – 24. listopadu 1904) byl jeden ze zakladatelů velšských osad v Patagonii. Narodil se ve městě Caernarfon na Severu Walesu a pracoval jako tiskař v Holyheadu. Zde byl také jedzním z editorů magazínu Y Punch Cymraeg. Později se usadil v Liverpoolu, kde se roku 1859 oženil s Ellen Griffith. Stal se jedním z vůdců hnutí, které se snažilo najít vhodné místo, kde by mohli pohromadě žít velšští emigranti se zachováním svého jazyka a způsobu života. V roce 1862 odplul společně s kapitánem Love Jonesem-Parrym do Patagonie. Podle Lewise zde bylo pojmenováno město Trelew (tref je velšsky „město“ a Lew je apokopa od „Lewis“).